# Coupe du monde de cyclisme sur piste 1999
Navigation
Coupe du monde 1998 Coupe du monde 2000
La Coupe du monde de cyclisme sur piste 1999 est une compétition de cyclisme sur piste organisée par l'Union cycliste internationale. La saison a débuté le 21 mai et s'est terminée le 6 septembre 1999. Cette septième édition se composait de 5 manches : Mexico, San Francisco, Valence, Fiorenzuola d'Arda et Cali.
La France remporte le classement général de cette coupe du monde pour la cinquième fois. Elle devance l'Allemagne (la tenante du titre) et les États-Unis. Les Français ont remporté deux classements : la poursuite par équipes chez les hommes et la vitesse individuelle chez les femmes.

## Classement par nations
| #  | Pays/Équipe      | Mex | San | Val | Fio | Cal | Points |
| -- | ---------------- | --- | --- | --- | --- | --- | ------ |
| 1  | France           | -   | -   | -   | -   | -   | 384    |
| 2  | Allemagne        | -   | -   | -   | -   | -   | 293    |
| 3  | États-Unis       | -   | -   | -   | -   | -   | 270    |
| 4  | Australie        | -   | -   | -   | -   | -   | 206    |
| 5  | Italie           | -   | -   | -   | -   | -   | 201    |
| 6  | Espagne          | -   | -   | -   | -   | -   | 172    |
| 7  | Royaume-Uni      | -   | -   | -   | -   | -   | 171    |
| 8  | Russie           | -   | -   | -   | -   | -   | 163    |
| 9  | Nouvelle-Zélande | -   | -   | -   | -   | -   | 130    |
| 10 | Canada           | -   | -   | -   | -   | -   | 123    |

## Hommes

### Keirin

#### Résultats
| Date           | Lieu               | Vainqueur                       | 2e                    | 3e             |
| -------------- | ------------------ | ------------------------------- | --------------------- | -------------- |
| 23 mai 1999    | Mexico             | Roberto Chiappa                 | Marty Nothstein       | Jan van Eijden |
| 30 mai 1999    | San Francisco      | Laurent Gané                    | Roberto Chiappa       | Jan van Eijden |
| juin 1999      | Valence            | Frédéric Magné                  | Jens Fiedler          | David Cabrero  |
| août 1999      | Fiorenzuola d'Arda | Annulé à cause du mauvais temps |                       |                |
| septembre 1999 | Cali               | Shinichi Ota                    | José Antonio Escuredo | Marcelo Arrué  |

#### Classement
| Pos. | Coureur         | Mex | San | Val | Fio | Cal | Pts |
| 1.   | Roberto Chiappa | 12  | 10  | 5   | -   | -   | 27  |
| 2.   | Marty Nothstein | 10  | 7   | -   | -   | -   | 17  |
| 3.   | Jan van Eijden  | 8   | 8   | -   | -   | -   | 16  |
| 4.   | Marcelo Arrué   | -   | -   | 7   | -   | 8   | 15  |
| 5.   | Pavel Buráň     | 4   | 3   | 6   | -   | -   | 13  |

### Kilomètre

#### Résultats
| Date           | Lieu               | Vainqueur          | 2e                 | 3e                |
| -------------- | ------------------ | ------------------ | ------------------ | ----------------- |
| 23 mai 1999    | Mexico             | Hervé Robert Thuet | Jason Queally      | Matthew Sinton    |
| 28 mai 1999    | San Francisco      | Sören Lausberg     | Shane Kelly        | Grzegorz Krejner  |
| 18 juin 1999   | Valence            | Jason Queally      | Stefan Nimke       | Damien Gérard     |
| 27 août 1999   | Fiorenzuola d'Arda | Sören Lausberg     | Dimitris Georgalis | Igor Troyanovskyi |
| septembre 1999 | Cali               | Arnaud Tournant    | Garren Bloch       | Neil Campbell     |

#### Classement
| Pos. | Coureur          | Mex | San | Val | Fio | Cal | Pts |
| 1.   | Sören Lausberg   | 6   | 12  | -   | 12  | -   | 30  |
| 2.   | Grzegorz Krejner | 7   | 8   | 7   | -   | -   | 22  |
|      | Jason Queally    | 10  | -   | 12  | -   | -   | 22  |
| 4.   | Garren Bloch     | -   | -   | 4   | 6   | 10  | 20  |
| 5.   | Matthew Sinton   | 8   | 4   | -   | 4   | -   | 18  |

### Vitesse individuelle

#### Résultats
| Date           | Lieu               | Vainqueur        | 2e                 | 3e              |
| -------------- | ------------------ | ---------------- | ------------------ | --------------- |
| 22 mai 1999    | Mexico             | Jan van Eijden   | Darryn Hill        | Marty Nothstein |
| 29 mai 1999    | San Francisco      | Laurent Gané     | Marty Nothstein    | Jan van Eijden  |
| juin 1999      | Valence            | Florian Rousseau | Jens Fiedler       | Roberto Chiappa |
| août 1999      | Fiorenzuola d'Arda | Roberto Chiappa  | Laurent Gané       | Ainārs Ķiksis   |
| septembre 1999 | Cali               | Mickaël Bourgain | Vincent Le Quellec | Marcelo Arrué   |

#### Classement
| Pos. | Coureur          | Mex | San | Val | Fio | Cal | Pts |
| 1.   | Jan van Eijden   | 12  | 8   | -   | 7   | -   | 27  |
| 2.   | Roberto Chiappa  | 3   | 3   | 8   | 12  | -   | 26  |
| 3.   | Laurent Gané     | -   | 12  | -   | 10  | -   | 22  |
| 4.   | Marcelo Arrué    | 6   | 6   | -   | -   | 8   | 20  |
| 5.   | Florian Rousseau | 7   | -   | 12  | -   | -   | 19  |

### Vitesse par équipes

#### Résultats
| Date           | Lieu               | Vainqueur                                                  | 2e                                                           | 3e                                                                   |
| -------------- | ------------------ | ---------------------------------------------------------- | ------------------------------------------------------------ | -------------------------------------------------------------------- |
| 23 mai 1999    | Mexico             | Royaume-Uni Chris Hoy Craig MacLean Jason Queally          | Pologne Konrad Czajkowski Grzegorz Krejner Marcin Mientki    | Espagne José Antonio Escuredo Salvador Melià José Antonio Villanueva |
| 30 mai 1999    | San Francisco      | Pologne Marcin Mientki Grzegorz Krejner Daniel Czajkowski  | Australie Danny Day Gary Neiwand Shane Kelly                 | Allemagne Jan van Eijden René Wolff Sören Lausberg                   |
| juin 1999      | Valence            | Allemagne Jens Fiedler Eyk Pokorny Stefan Nimke            | France Florian Rousseau Frédéric Magné Damien Gérard         | Pologne Bartlomiej Saczuk Grzegorz Krejner Marcin Mientki            |
| août 1999      | Fiorenzuola d'Arda | Royaume-Uni Chris Hoy Craig MacLean Jason Queally          | Espagne José Antonio Escuredo Diego Ortega José Maria Moreno | Grèce George Chimonetos Dimitris Georgalis Labros Vassilopoulos      |
| septembre 1999 | Cali               | France Arnaud Tournant Mickaël Bourgain Vincent Le Quellec | Slovaquie Jaroslav Jerabek Peter Bazalik Jan Lepka           | Royaume-Uni Craig MacLean Neil Campbell Craig Percival               |

#### Classement
| Pos. | Pays        | Mex | San | Val | Fio | Cal | Pts |
| 1.   | Royaume-Uni | 12  | 7   | 6   | 12  | 8   | 45  |
| 2.   | Espagne     | 8   | 5   | 7   | 10  | -   | 30  |
|      | Pologne     | 10  | 12  | 8   | -   | -   | 30  |
| 4.   | Allemagne   | 5   | 8   | 12  | 1   | -   | 26  |
| 5.   | France      | 3   | -   | 10  | -   | 12  | 25  |

### Poursuite individuelle

#### Résultats
| Date           | Lieu               | Vainqueur             | 2e               | 3e                |
| -------------- | ------------------ | --------------------- | ---------------- | ----------------- |
| 23 mai 1999    | Mexico             | Francis Moreau        | Robert Karsnicki | Franco Marvulli   |
| 28 mai 1999    | San Francisco      | Christian Vande Velde | Mauro Trentini   | Luke Roberts      |
| 18 juin 1999   | Valence            | Robert Bartko         | Sergiy Matveyev  | Mauro Trentini    |
| 27 août 1999   | Fiorenzuola d'Arda | Jens Lehmann          | Alexei Markov    | Andrea Collinelli |
| septembre 1999 | Cali               | Stefan Steinweg       | Luke Roberts     | Mariano Friedick  |

#### Classement
| Pos. | Coureur          | Mex | San | Val | Fio | Cal | Pts |
| 1.   | Luke Roberts     | -   | 8   | -   | -   | 10  | 18  |
|      | Mauro Trentini   | -   | 10  | 8   | -   | -   | 18  |
| 3.   | Franco Marvulli  | 8   | 6   | -   | 3   | -   | 17  |
| 4.   | Robert Karsnicki | 10  | 3   | -   | 1   | -   | 14  |
|      | Paul Manning     | 6   | 2   | -   | -   | 6   | 14  |

### Poursuite par équipes

#### Résultats
| Date           | Lieu               | Vainqueur                                                                        | 2e                                                                                             | 3e                                                                               |
| -------------- | ------------------ | -------------------------------------------------------------------------------- | ---------------------------------------------------------------------------------------------- | -------------------------------------------------------------------------------- |
| 23 mai 1999    | Mexico             | France Cyril Bos Philippe Ermenault Damien Pommereau Francis Moreau              | Nouvelle-Zélande Lee Maxwell Vertongen Gregory Henderson Timothy Carswell Brendon Mark Cameron | Colombie Luis Felipe Laverde John Freddy Garcia Víctor Herrera Juan David Alzate |
| 29 mai 1999    | San Francisco      | Australie Graeme Brown Nigel Grigg Brett Lancaster Luke Roberts                  | France Francis Moreau Damien Pommereau Philippe Ermenault Cyril Bos                            | États-Unis Adam Laurent Tommy Mulkey Michael Tillman Christian Vande Velde       |
| juin 1999      | Valence            | Allemagne Thorsten Rund Christian Lademann Daniel Becke Guido Fulst              | Ukraine Alexandre Simonenko Ruslan Pidgornyy Sergiy Chernyavsky Olexander Fedenko              | Italie Mario Benetton Cristian Bianchini Mauro Trentini Cristiano Citton         |
| août 1999      | Fiorenzuola d'Arda | Ukraine Alexandre Simonenko Sergiy Matveyev Sergiy Chernyavsky Olexander Fedenko | Italie Andrea Colinelli Mirko Crepaldi Marco Villa Cristiano Citton                            | Russie Vladislav Borisov Alexei Markov Vladimir Karpets Denis Smyslov            |
| septembre 1999 | Cali               | Australie Luke Roberts Brett Lancaster Graeme Brown Nigel Grigg                  | Barbro Sandström Jimmi Madsen Jacob Nielsen Jakob Piil                                         | Espagne Carlos Torrent Joan Llaneras Nuria Florencio Cabre Santos González       |

#### Classement
| Pos. | Pays        | Mex | San | Val | Fio | Cal | Pts |
| 1.   | France      | 12  | 10  | 6   | 4   | -   | 32  |
| 2.   | Espagne     | 5   | 5   | 4   | 6   | 8   | 28  |
| 3.   | Australie   | -   | 12  | -   | -   | 12  | 24  |
| 4.   | Ukraine     | -   | -   | 10  | 12  | -   | 22  |
| 5.   | Royaume-Uni | 2   | 4   | 7   | 5   | -   | 18  |

### Course aux points

#### Résultats
| Date           | Lieu               | Vainqueur             | 2e                      | 3e              |
| -------------- | ------------------ | --------------------- | ----------------------- | --------------- |
| 23 mai 1999    | Mexico             | Franco Marvulli       | James Carney            | Alexei Garanin  |
| 30 mai 1999    | San Francisco      | Brian Walton          | Luis Fernando Sepúlveda | Franz Stocher   |
| 19 juin 1999   | Valence            | Vasyl Yakovlev        | Kouji Yoshii            | Matthew Gilmore |
| août 1999      | Fiorenzuola d'Arda | Silvio Martinello     | Ho-Sung Cho             | Jakob Piil      |
| septembre 1999 | Cali               | Juan Esteban Curuchet | Zbigniew Wyrzykowski    | Nigel Grigg     |

#### Classement
| Pos. | Coureur                 | Mex | San | Val | Fio | Cal | Pts |
| 1.   | Ho-Sung Cho             | -   | -   | -   | 10  | 7   | 17  |
| 2.   | Zbigniew Wyrzykowski    | -   | -   | 5   | 2   | 10  | 17  |
| 3.   | James Carney            | 10  | -   | 1   | -   | 5   | 16  |
|      | Juan Esteban Curuchet   | 4   | -   | -   | -   | 12  | 16  |
|      | Luis Fernando Sepulveda | -   | 10  | -   | -   | 6   | 16  |

### Américaine

#### Résultats
| Date           | Lieu               | Vainqueur                                               | 2e                                                      | 3e                                                  |
| -------------- | ------------------ | ------------------------------------------------------- | ------------------------------------------------------- | --------------------------------------------------- |
| 23 mai 1999    | Mexico             | Espagne Joan Llaneras Miquel Alzamora Riera             | Russie Oleg Grishkine Andrei Minachkine                 | Nouvelle-Zélande Timothy Carswell Gregory Henderson |
| 30 mai 1999    | San Francisco      | Argentine Gabriel Ovidio Curuchet Juan Esteban Curuchet | Espagne Miquel Alzamora Riera Isaac Gálvez Lopez        | Autriche Roland Garber Franz Stocher                |
| juin 1999      | Valence            | Argentine Gabriel Ovidio Curuchet Juan Esteban Curuchet | Allemagne Guido Fulst Thorsten Rund                     | Danemark Jimmi Madsen Anders Kristensen             |
| août 1999      | Fiorenzuola d'Arda | Australie Brett Aitken Scott McGrory                    | Italie Silvio Martinello Marco Villa                    | Belgique Etienne De Wilde Matthew Gilmore           |
| septembre 1999 | Cali               | Espagne Joan Llaneras Miquel Alzamora Riera             | Argentine Juan Esteban Curuchet Gabriel Ovidio Curuchet | Allemagne Stefan Steinweg Mario Vonhof              |

#### Classement
| Pos. | Coureur   | Mex | San | Val | Fio | Cal | Pts |
| 1.   | Argentine | 3   | 12  | 12  | -   | 10  | 37  |
|      | Espagne   | 12  | 10  | 3   | -   | 12  | 37  |
| 3.   | Australie | -   | 7   | -   | 12  | -   | 19  |
| 4.   | Allemagne | -   | -   | 10  | -   | 8   | 18  |
|      | Italie    | 7   | 1   | -   | 10  | -   | 18  |

## Femmes

### 500 m

#### Résultats
| Date           | Lieu               | Vainqueur                       | 2e              | 3e              |
| -------------- | ------------------ | ------------------------------- | --------------- | --------------- |
| 23 mai 1999    | Mexico             | Tanya Dubnicoff                 | Nancy Contreras | Oksana Grichina |
| 30 mai 1999    | San Francisco      | Félicia Ballanger               | Tanya Dubnicoff | Cuihua Jiang    |
| juin 1999      | Valence            | Félicia Ballanger               | Cuihua Jiang    | Nancy Contreras |
| août 1999      | Fiorenzuola d'Arda | Annulé à cause du mauvais temps |                 |                 |
| septembre 1999 | Cali               | Tanya Dubnicoff                 | Kathrin Freitag | Cuihua Jiang    |

#### Classement
| Pos. | Coureuse          | Mex | San | Val | Fio | Cal | Pts |
| 1.   | Tanya Dubnicoff   | 12  | 10  | -   | -   | 12  | 34  |
| 2.   | Cuihua Jiang      | -   | 8   | 10  | -   | 8   | 26  |
| 3.   | Félicia Ballanger | -   | 12  | 12  | -   | -   | 24  |
|      | Nancy Contreras   | 10  | 6   | 8   | -   | -   | 24  |
| 5.   | Oksana Grichina   | 8   | 7   | -   | -   | -   | 15  |

### Vitesse individuelle

#### Résultats
| Date           | Lieu               | Vainqueur         | 2e              | 3e               |
| -------------- | ------------------ | ----------------- | --------------- | ---------------- |
| 23 mai 1999    | Mexico             | Tanya Dubnicoff   | Jennie Reed     | Oksana Grichina  |
| 30 mai 1999    | San Francisco      | Félicia Ballanger | Tanya Dubnicoff | Wang Yan         |
| juin 1999      | Valence            | Félicia Ballanger | Jennie Reed     | Magali Faure     |
| août 1999      | Fiorenzuola d'Arda | Félicia Ballanger | Wang Yan        | Cuihua Jiang     |
| septembre 1999 | Cali               | Tanya Dubnicoff   | Michelle Ferris | Tanya Lindenmuth |

#### Classement
| Pos. | Coureuse          | Mex | San | Val | Fio | Cal | Pts |
| 1.   | Félicia Ballanger | -   | 12  | 12  | 12  | -   | 36  |
| 2.   | Tanya Dubnicoff   | 12  | 10  | -   | -   | 12  | 34  |
| 3.   | Wang Yan          | -   | 8   | -   | 10  | 7   | 25  |
| 4.   | Jennie Reed       | 10  | 3   | 10  | -   | -   | 23  |
| 5.   | Magali Faure      | -   | -   | 8   | 7   | 4   | 19  |

### Poursuite individuelle

#### Résultats
| Date           | Lieu               | Vainqueur            | 2e              | 3e                   |
| -------------- | ------------------ | -------------------- | --------------- | -------------------- |
| 23 mai 1999    | Mexico             | Rasa Mazeikyte       | Yvonne McGregor | Leontien van Moorsel |
| 30 mai 1999    | San Francisco      | Erin Veenstra        | Sarah Ulmer     | Natalia Karimova     |
| juin 1999      | Valence            | Rasa Mazeikyte       | Judith Arndt    | Lucy Tyler Sharman   |
| août 1999      | Fiorenzuola d'Arda | Leontien van Moorsel | Marion Clignet  | Elena Tchalykh       |
| septembre 1999 | Cali               | Marion Clignet       | Sarah Ulmer     | Natalia Karimova     |

#### Classement
| Pos. | Coureuse             | Mex | San | Val | Fio | Cal | Pts |
| 1.   | Rasa Mazeikyte       | 12  | 3   | 12  | 7   | -   | 34  |
| 2.   | Marion Clignet       | -   | 1   | -   | 10  | 12  | 23  |
| 3.   | Sarah Ulmer          | -   | 10  | -   | -   | 10  | 20  |
|      | Leontien van Moorsel | 8   | -   | -   | 12  | -   | 20  |
| 5.   | María Luisa Calle    | 2   | 4   | 6   | -   | 6   | 18  |

### Course aux points

#### Résultats
| Date           | Lieu               | Vainqueur       | 2e                 | 3e                 |
| -------------- | ------------------ | --------------- | ------------------ | ------------------ |
| 23 mai 1999    | Mexico             | Mandy Poitras   | Antonella Bellutti | Olga Slyusareva    |
| 30 mai 1999    | San Francisco      | Olga Slyusareva | Alayna Burns       | Anke Wichmann      |
| juin 1999      | Valence            | Belem Guerrero  | Judith Arndt       | Antonella Bellutti |
| août 1999      | Fiorenzuola d'Arda | Elena Tchalykh  | Antonella Bellutti | Magali Faure       |
| septembre 1999 | Cali               | Marion Clignet  | Belem Guerrero     | Edita Kubelskienė  |

#### Classement
| Pos. | Coureuse           | Mex | San | Val | Fio | Cal | Pts |
| 1.   | Antonella Bellutti | 10  | -   | 8   | 10  | -   | 28  |
| 2.   | Belem Guerrero     | -   | -   | 12  | -   | 10  | 22  |
| 3.   | Olga Slyusareva    | 8   | 12  | -   | -   | -   | 20  |
| 4.   | Alayna Burns       | -   | 10  | -   | -   | 6   | 16  |
|      | Mandy Poitras      | 12  | -   | -   | -   | 4   | 16  |